# Festival international du film de Banja Luka

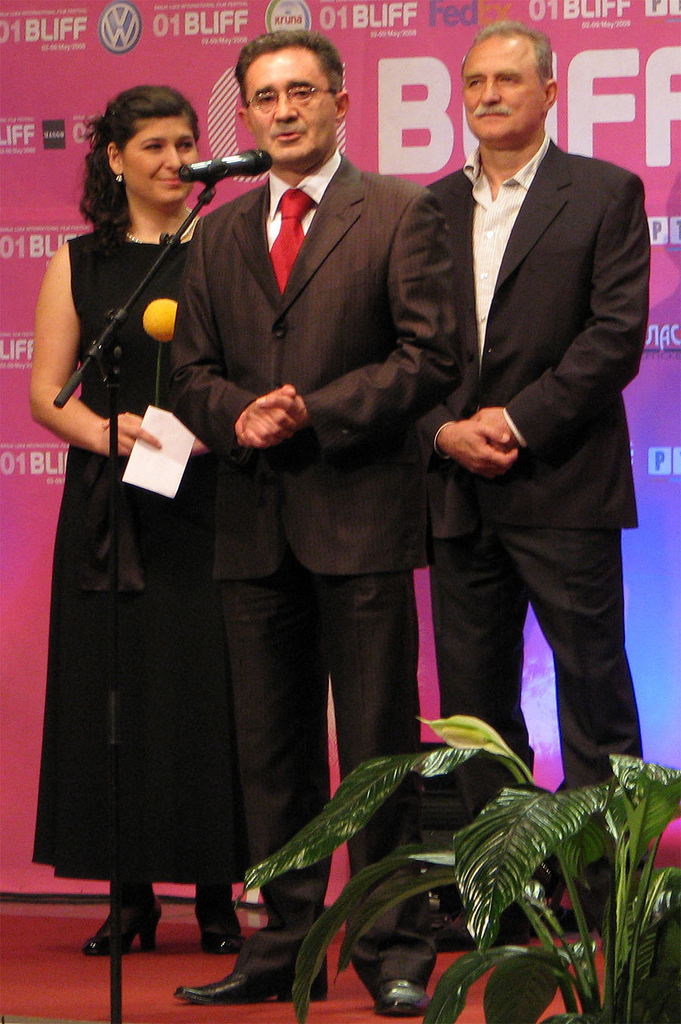
2008. De gauche à droite : Irena Taskovski, présidente du festival, Anton Kasipović, ministre de la Culture, et Lazar Ristovski, acteur et président du jury.

Le Festival international du film de Banja Luka, ou BLIFF, (en serbe cyrillique : Бањалучки Интернационални Филмски Фестивал ; en serbe latin : Banjalučki Internacionalni Filmski Festival) est un festival de cinéma qui se déroule à Banja Luka, la capitale de la république serbe de Bosnie, en Bosnie-Herzégovine. Il a été créé en 2008 et est organisé par l'Institut du film de Banja Luka et par l'Académie des arts de l'université de Banja Luka.

## 2008
Les films suivants concouraient pour les divers prix attribués lors du festival :
Longs métrages :
- Armin, d'Ognjen Sviličić, Croatie, Bosnie-Herzégovine, Allemagne, 2007
- Malade d'amour, de Carlos Ruiz et Mariem Pérez Riera, Porto Rico, 2007
- Hadersfild, d'Ivan Živković, Serbie, 2007
- Je suis de Titov Veles, de Teona Strugar Mitevska, Macédoine, Slovénie, Belgique, France, 2007
- Rien de personnel de Larisa Sadilova, Russie, 2007
- It's a Free World!, de Ken Loach, Grande-Bretagne, 2007
- Visite de l'orchstre, d'Eran Kolirin, Israël, 2007
- Povratne boce, de Jan Svěrák, République tchèque, 2007

Documentaires :
- Durakovo, l'idiot du village, de Nino Kirtadzé, France, 2007
- Izgubljeni odmor, de Lucie Králová, République tchèque, 2006
- Donkey in Lahore, de Faramarz K. Rahber, Australie, 2008
- Monastère, de Pernille Rose Grønkjær, Danemark, 2006
- Le Problème avec les moustiques et autres histoires, d'Andrey Paounov, Bulgarie, 2007
- Seul entre quatre murs, d'Alexandra Westmeier, Allemagne, 2007
- Souvenirs, de Shahar Cohen et Ephrata Halil, Israël, 2006

Entraient également en compétition un certain nombre de films d'étudiants.

## 2009
L'édition 2009 du festival a été reportée à 2010.